# 馬爾科·潘特利奇
馬爾科·潘特利奇（1978年9月15日—），一名已退役的塞爾維亞足球運動員。

## 球會生涯
2005年8月31日，彭達歷以25萬歐元租借到柏林赫塔，在2005-06賽季的德甲聯賽中，他共上場28次，打入11球。2006年4月，潘特利奇正式轉會柏林赫塔。
2009年夏季，因未與俱樂部達成續約，彭達歷成為自由球員。同年8月29日，彭達歷自由身加盟荷甲球會阿積士，簽約兩年。